# Christiansfeld
Christiansfeld, amb una població de 2855 (1 de gener de 2014), és una ciutat del municipi de Kolding, al sud de Jutlàndia, a Dinamarca Meridional. La ciutat va ser fundada el 1773 per l'Església Morava i porta el nom del rei danès Cristià VII. Està inscrita a la llista del Patrimoni de la Humanitat de la UNESCO des del 2015.